# Пилумн
Пилумн (лат. Pilumnus) — в римской мифологии один из богов брака и рождения, брат-близнец Пикумна.
Имя Пилумна происходит от слова pilum — «пест для дробления зерна»; считалось, что он этот пест и изобрёл. Считается, что Пилумн научил людей молотить хлеб. Предполагая, что этот бог защищает рожениц и новорождённых от лесного бога Сильвана, римляне ставили перед домом, где происходили роды, ложе для Пилумна и его брата. Когда ребёнка признавал отец, ложе убирали: с этого момента дитя переходило под опеку домашних богов.
Сыном Пилумна был Пик. Иногда богов-близнецов отождествляли с Диоскурами.